# Xiluo Zhuoma
Xiluo Zhuoma (24 de octubre de 1987) es una luchadora china de lucha libre, de origen tibetano. Compitió en cuatro campeonatos mundiales. Consiguió una medalla de oro en 2011 y de bronce 2012. Ganó la medalla de plata en los Juegos Asiáticos de 2006. Conquistó dos medallas de oro en Campeonatos Asiáticos, en 2013 y 2015. Tercera en la Copa del Mundo en 2014. 